# Laguna Itzán
A  Laguna Itzán  é um lago localizado na Guatemala. Localiza-se no departamento de El Petén, Município de La Libertad.